# Repaglinide
Repaglinide is een geneesmiddel voor de behandeling van diabetes mellitus type 2. Het wordt voorgeschreven wanneer het effect van dieet, gewichtsafname en lichaamsbeweging onvoldoende groot is. Het wordt ook gebruikt in combinatie met metformine wanneer metformine alleen onvoldoende effect heeft. Het wordt oraal ingenomen en het verlaagt het glucosegehalte van het bloed, doordat het de afscheiding van insuline door het pancreas stimuleert. Dit is vergelijkbaar met de werking van sulfonylureumderivaten zoals glimepiride.
Repaglinide werd geoctrooieerd door het Duitse farmaceutische bedrijf Dr. Karl Thomae GmbH, dat in 1990 werd overgenomen door Boehringer Ingelheim. Dit gaf een licentie voor repaglinide aan het Deense Novo Nordisk, dat het verkoopt onder de merknaam NovoNorm. Het octrooi is inmiddels verlopen en er zijn nu ook generieke middelen verkrijgbaar (onder andere Pareglin van Pharmathen uit Griekenland).